# 惠特妮·休斯顿 (专辑)
《惠妮·休斯頓》（英語：Whitney Houston）是美國黑人女歌手惠妮·休斯頓個人首張錄音室專輯，1985年2月14日由美國芒穗唱片公司發行。《惠妮·休斯頓》在美國告示牌專輯榜共獲得14週冠軍，締造全美1,300萬張銷售紀錄，更誕生了3首全美冠軍單曲。《惠妮·休斯頓》憑藉著在商業方面和排行榜上所締造的佳績，成為1986年告示牌年度專輯，也令惠妮·休斯頓成為告示牌首位擁有最佳年度專輯的女藝人。惠妮·休斯頓雖然因故無法提名第28屆葛萊美獎（Grammy Awards）「最佳新人獎」，但她仍以單曲〈Saving All My Love for You〉獲得該屆葛萊美獎「最佳流行女歌手獎」的殊榮。

## 內容

### 專輯簡介
本身就具有歌唱天賦的惠妮·休斯頓，青少年時期在教會唱詩班長期的磨練之下，她對於福音音樂和靈魂樂有著比一般人更為紮實的演唱基礎。芒穗唱片公司深知惠妮·休斯頓所擅長的歌曲強項，因此在《惠妮·休斯頓》整張專輯中，收錄的歌曲大都是她最拿手的中慢板歌曲，除了〈How Will I Know〉算是專輯中節奏較為明快的一首流行舞曲。唱片公司也特意為《惠妮·休斯頓》安排了兩首翻唱舊作，一首是瑪麗蓮·麥庫和小比利·戴維斯夫妻檔（Marilyn McCoo & Billy Davis, Jr.）在1978年發行的〈Saving All My Love for You〉，另一首則是非裔爵士歌手喬治·班森（George Benson）在1977年演唱的電影插曲〈Greatest Love of All〉；不過誰也沒想到，這兩首原先默默無名的歌曲，在經過惠妮·休斯頓重新詮釋之後，竟搖身一變成為家喻戶曉的暢銷金曲。

### 樂評評價
惠妮·休斯頓在首張專輯中的整體表現，被部分樂評認為她並未真正發揮十足的實力，這歸咎於是唱片公司的政策造成這個問題。部分樂評表示，芒穗唱片公司當初推出惠妮·休斯頓的時候，並沒料到她會紅成這樣，鋒頭甚至超越時下正當紅的女歌手辛蒂·羅波（Cyndi Lauper）和瑪丹娜（Madonna），這點從《惠妮·休斯頓》簡陋的封面與下一張專輯《惠妮》的照片相比之下就不難看出。

### 商業成績
《惠妮·休斯頓》在1985年3月30日進入告示牌專輯榜，首週成績僅只有第166名，起初這張專輯在榜上進步的程度相當緩慢，它進榜後過了5個月才進入到前十名，雖然進入前十名，但它似乎一直無緣冠軍寶座，一直到1986年3月8日《惠妮·休斯頓》終於登上告示牌專輯榜冠軍，而這已經是它發行了一年多時間，並且這張專輯已經要推出最後一首單曲〈Greatest Love of All〉。《惠妮·休斯頓》一共佔據了14週榜首，在專輯榜內更停留了長達162週之久，幾乎近3年的時間，這是惠妮·休斯頓停留在榜內時間最久的一張專輯。
《惠妮·休斯頓》自1985年3月產生了第一首TOP 3單曲〈You Give Good Love〉之後，接連三首單曲〈Saving All My Love for You〉、〈How Will I Know〉和〈Greatest Love of All〉都先後登上了美國單曲榜的冠軍，專輯和單曲在排行榜上的成績紛紛告捷。此外，《惠妮·休斯頓》在銷售數字上也是一路長紅，美國RIAA在1999年對這張專輯重新認證為13白金，《惠妮·休斯頓》出色的成績讓它連續兩年進入告示牌年終百大專輯排名，1986年奪得最佳年度專輯，1987年也擠進年終百大專輯排名第22名。惠妮·休斯頓的處女之作成為史上最暢銷的女歌手首張專輯，此紀錄維持至1995年被艾拉妮絲·莫莉塞特（Alanis Morissette）的《Jagged Little Pill》打破。
惠妮·休斯頓在1986年告示牌各項年終排名裡可說是出盡鋒頭，她獲得最佳年度藝人（1980年代只有三位女性藝人獲得此頭銜）、最佳女藝人（1987年她再度連莊）、最佳年度專輯、最佳節奏藍調專輯等多項頭銜。而惠妮·休斯頓除了是告示牌史上首位擁有最佳年度專輯的女藝人，她也是在整個1980年代之中，唯一一位擁有最佳年度專輯的女藝人。
惠妮·休斯頓除了在美國迅速竄紅，她的魅力更是延燒到歐洲地區，《惠妮·休斯頓》在英國專輯榜獲得了亞軍的名次，同時在英國榜內待了119週之久，這張專輯在英國單曲榜產生了三首前十名歌曲，〈Saving All My Love for You〉拿下兩週冠軍，這是惠妮·休斯頓首支英國冠軍單曲，而在美國皆連得到冠軍的〈How Will I Know〉和〈Greatest Love of All〉在英國單曲榜分別獲得第5名以及第8名的成績。
在2012年惠妮·休斯頓驟逝之後，《惠妮·休斯頓》曾短暫回升告示牌專輯榜內，最高名次回到第9名。2016年告示牌雜誌遴選「Greatest of All Time Billboard 200 Albums」，這張專輯位居第11名。

### 樂壇影響
美國音樂權威雜誌滾石雜誌（Rolling Stone）讚賞惠妮·休斯頓是最令人興奮的新聲音，滾石雜誌甚至把初出茅廬的惠妮·休斯頓拿來和天后級的前輩佩蒂·奧斯丁（Patti Austin）和夏卡·康（Chaka Khan）相互比較，樂評們更大膽預言，才22歲的惠妮·休斯頓將來會是在靈魂音樂界中，領頭為首的明星。
《惠妮·休斯頓》的成功是全球性的，惠妮·休斯頓一下子從沒沒無聞的新人一舉成為全世界娛樂媒體的新寵兒，聲勢急起直追另一位當代流行天后瑪丹娜。一直到1980年代結束，傑出的貢獻和輝煌的成就讓她們一直蟠踞流行樂壇的頂尖地位，惠妮·休斯頓和瑪丹娜堪稱是1980年代歐美流行樂壇最具代表性的兩位女性藝人。

### 葛萊美獎
《惠妮·休斯頓》一共收錄十首歌曲，其中由惠妮·休斯頓和非裔男歌手泰迪·潘德葛雷斯（Teddy Pendergrass）合唱的〈Hold Me〉在1984年5月24日就已發行單曲，並獲得單曲榜第46名的成績，當初這首歌是收錄於泰迪·潘德葛雷斯個人專輯《Love Language》中，這次惠妮·休斯頓也將它收錄在自己的唱片當中。不過惠妮·休斯頓也因為〈Hold Me〉這首單曲喪失了第28屆葛萊美獎（Grammy Awards）最佳新人獎（Best New Artist）的提名資格，這可謂是葛萊美新人獎史上最大的遺珠之憾。
雖然惠妮·休斯頓無緣第28屆葛萊美獎最佳新人獎，但她受邀在頒獎現場演唱〈Saving All My Love for You〉展現出沉穩的大將之風，最後她不負眾望擊敗瑪丹娜甚至是蒂娜·透娜（Tina Turner）等強勁對手，勇奪最佳流行女歌手獎（Best Pop Vocal Performance, Female）。更巧的是，當時是由她的表姊狄昂·華薇克（Dionne Warwick）宣布這個獎項得主，狄昂·華薇克拆開得獎信封後激動的喊出惠妮·休斯頓名字，惠妮·休斯頓上台領獎時更和表姊深情相擁，這個鏡頭令觀看者無不動容。

## 曲目
| 曲序     | 曲目                                                      | 词曲                                                 | Producer(s)      | 时长  |
| -------- | --------------------------------------------------------- | ---------------------------------------------------- | ---------------- | ----- |
| 1.       | You Give Good Love                                        | La La                                                | Kashif           | 4:36  |
| 2.       | Thinking About You                                        | Kashif La La                                         | Kashif           | 5:24  |
| 3.       | Someone for Me                                            | Raymond Jones Freddie Washington                     | Jermaine Jackson | 4:58  |
| 4.       | Saving All My Love for You                                | Gerry Goffin Michael Masser                          | Masser           | 3:58  |
| 5.       | Nobody Loves Me Like You Do（duet with Jermaine Jackson） | James P. Dunne Pamela Phillips                       | Jackson          | 3:47  |
| 6.       | How Will I Know                                           | George Merrill Shannon Rubicam Narada Michael Walden | Walden           | 4:23  |
| 7.       | All at Once                                               | Jeffrey Osborne Masser                               | Masser           | 4:01  |
| 8.       | Take Good Care of My Heart（duet with Jermaine Jackson）  | Peter McCann Steve Dorff                             | Jackson          | 4:14  |
| 9.       | Greatest Love of All                                      | Linda Creed Masser                                   | Masser           | 4:53  |
| 10.      | Hold Me（duet with Teddy Pendergrass）                    | Creed Masser                                         | Masser           | 6:02  |
| 总时长： | 总时长：                                                  | 总时长：                                             | 总时长：         | 47:23 |

## 資料來源
1. ↑  .   [2015-03-14]. （原始内容存档于2013-01-04）.
2. 1 2  .   [2015-03-14]. （原始内容存档于2015-04-02）.
3. ↑  .   [2015-03-14]. （原始内容存档于2019-10-23）.
4. ↑  .   [2015-08-02]. （原始内容存档于2019-12-07）.
5. ↑  .   [2015-08-02]. （原始内容存档于2019-12-09）.
6. ↑  .   [2015-03-14]. （原始内容存档于2021-02-23）.
7. ↑  .   [2015-03-14]. （原始内容存档于2015-06-02）.
8. ↑  .   [2016-07-28]. （原始内容存档于2016-08-10）.
9. ↑  .   [2015-03-18]. （原始内容存档于2015-04-02）.
10. ↑  .   [2016-05-30]. （原始内容存档于2017-08-26）.
11. ↑  .   [2015-03-14]. （原始内容存档于2015-01-05）.